# Памятник Александру II в Кремле
Па́мятник импера́тору Алекса́ндру II — мемориал в Москве, выполненный в русском стиле по проекту архитектора Николая Султанова, художника Павла Жуковского и скульптора Александра Опекушина. Открыт в 1898 году у Малого Николаевского дворца на склоне Боровицкого холма, обращённого к Москве-реке. Демонтирован большевиками в 1918—1928 годах.

## История

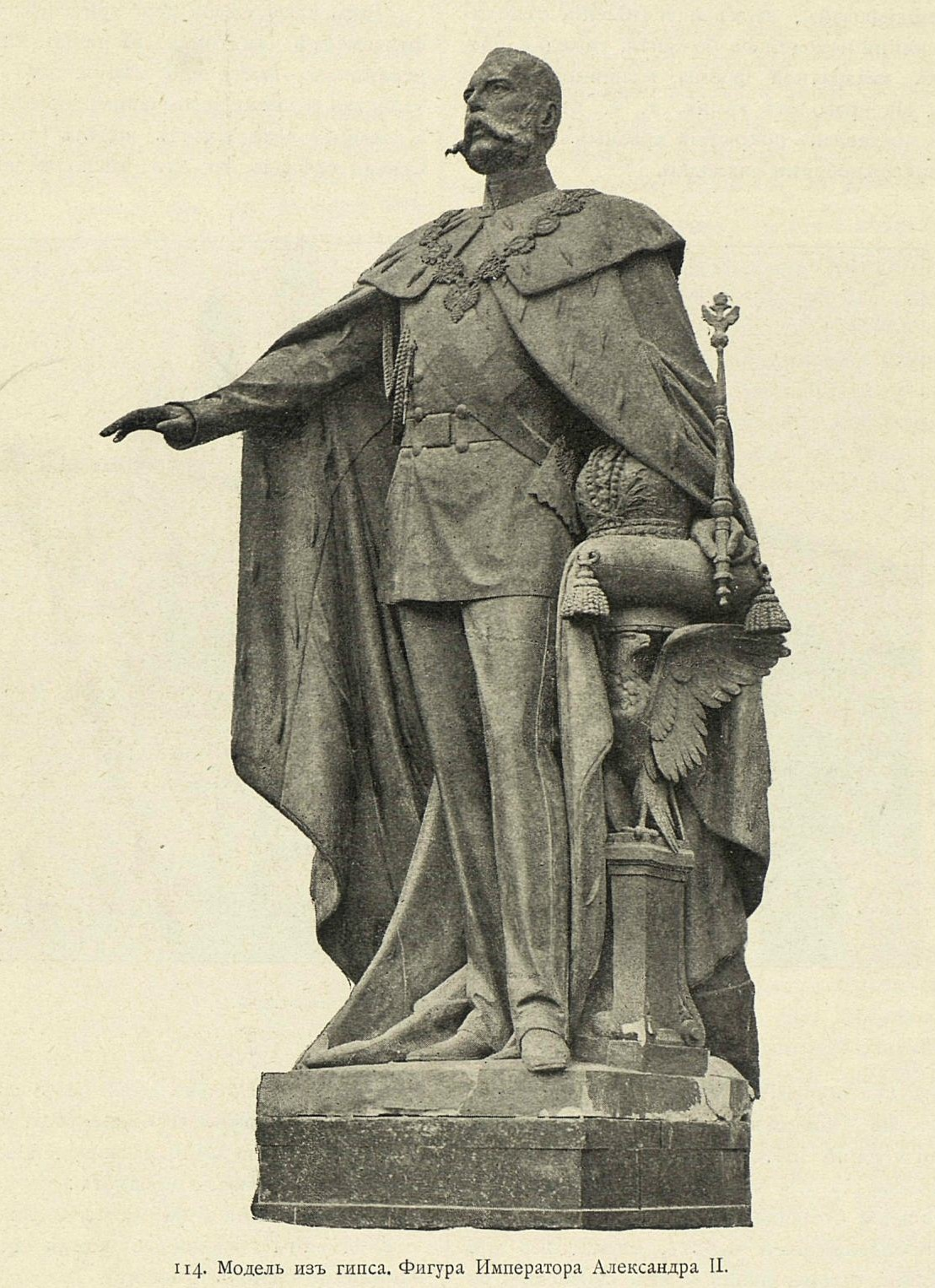
Гипсовая модель статуи, начало 1890-х гг.

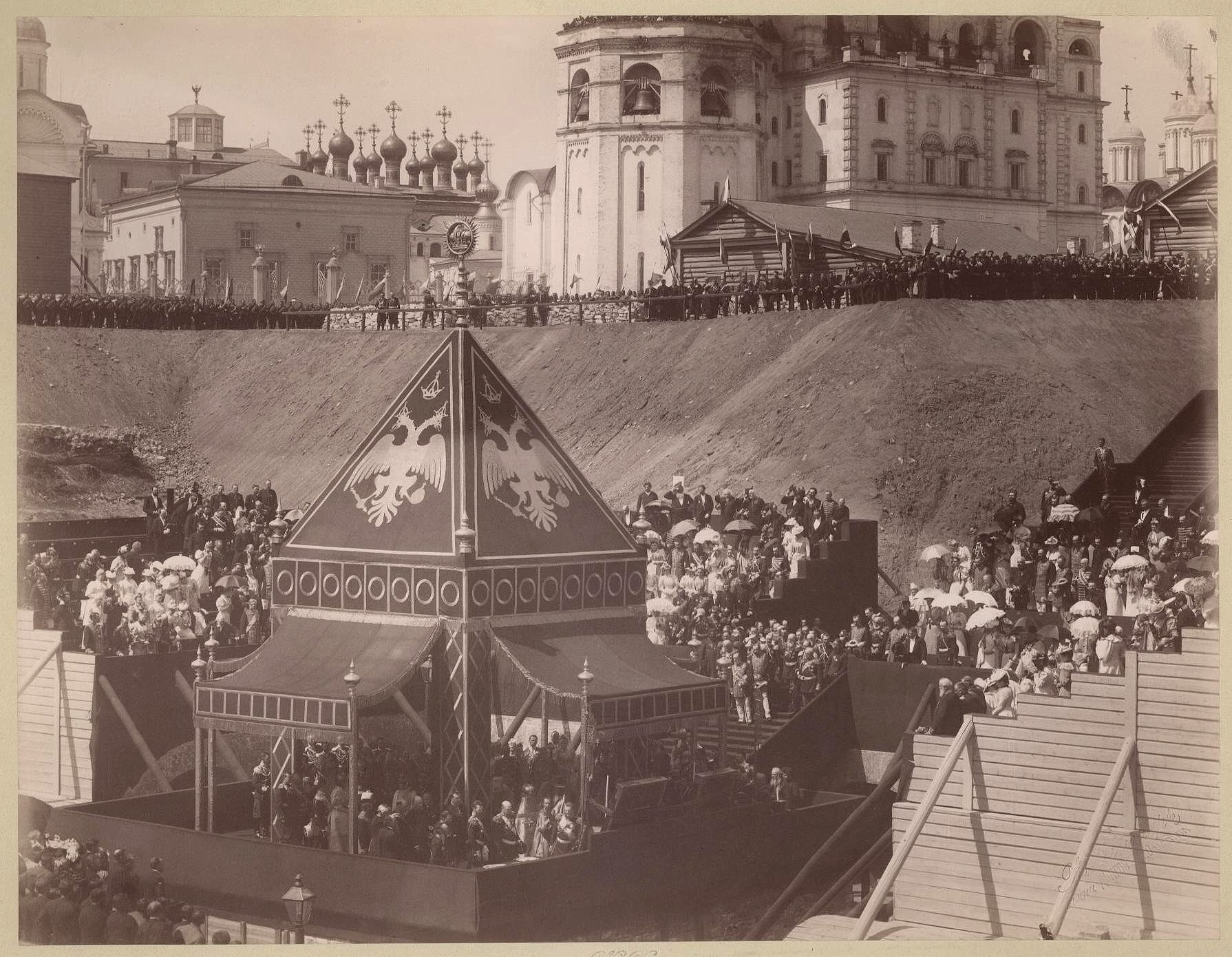
Закладка памятника Александру II. 14 мая 1893г.

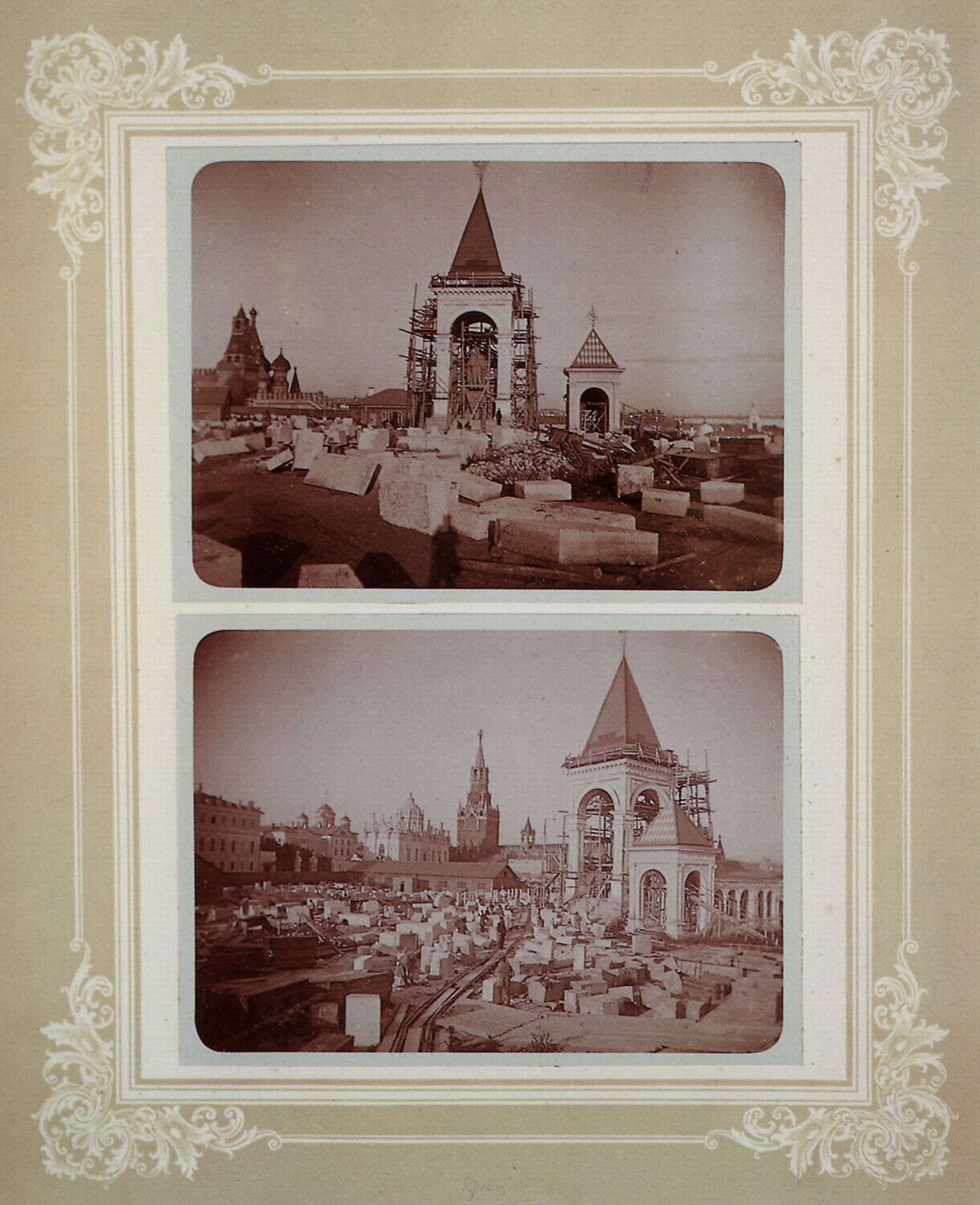
Строительство памятника, 1895

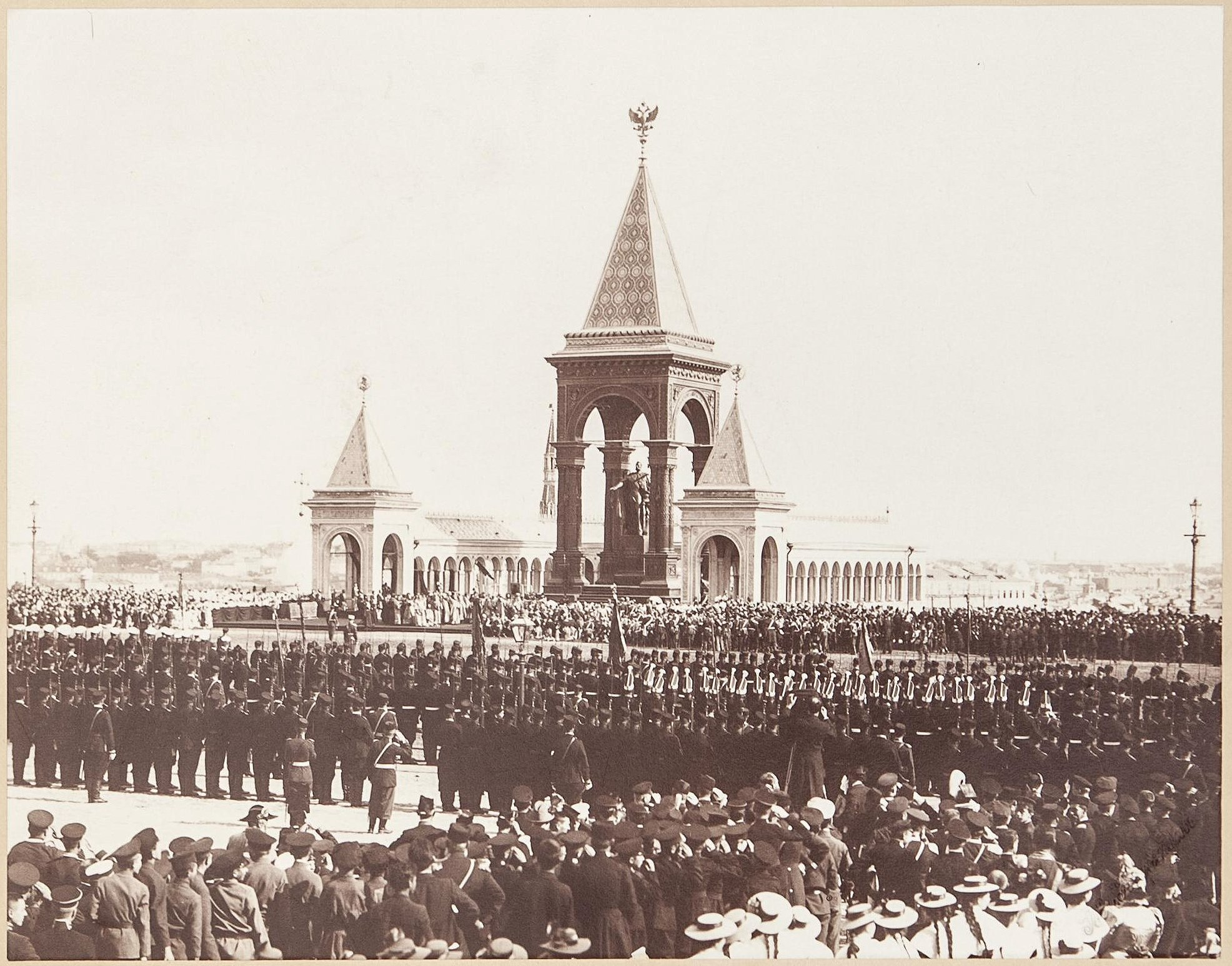
Кремль. Церемония открытия памятника, 16 августа 1898г.

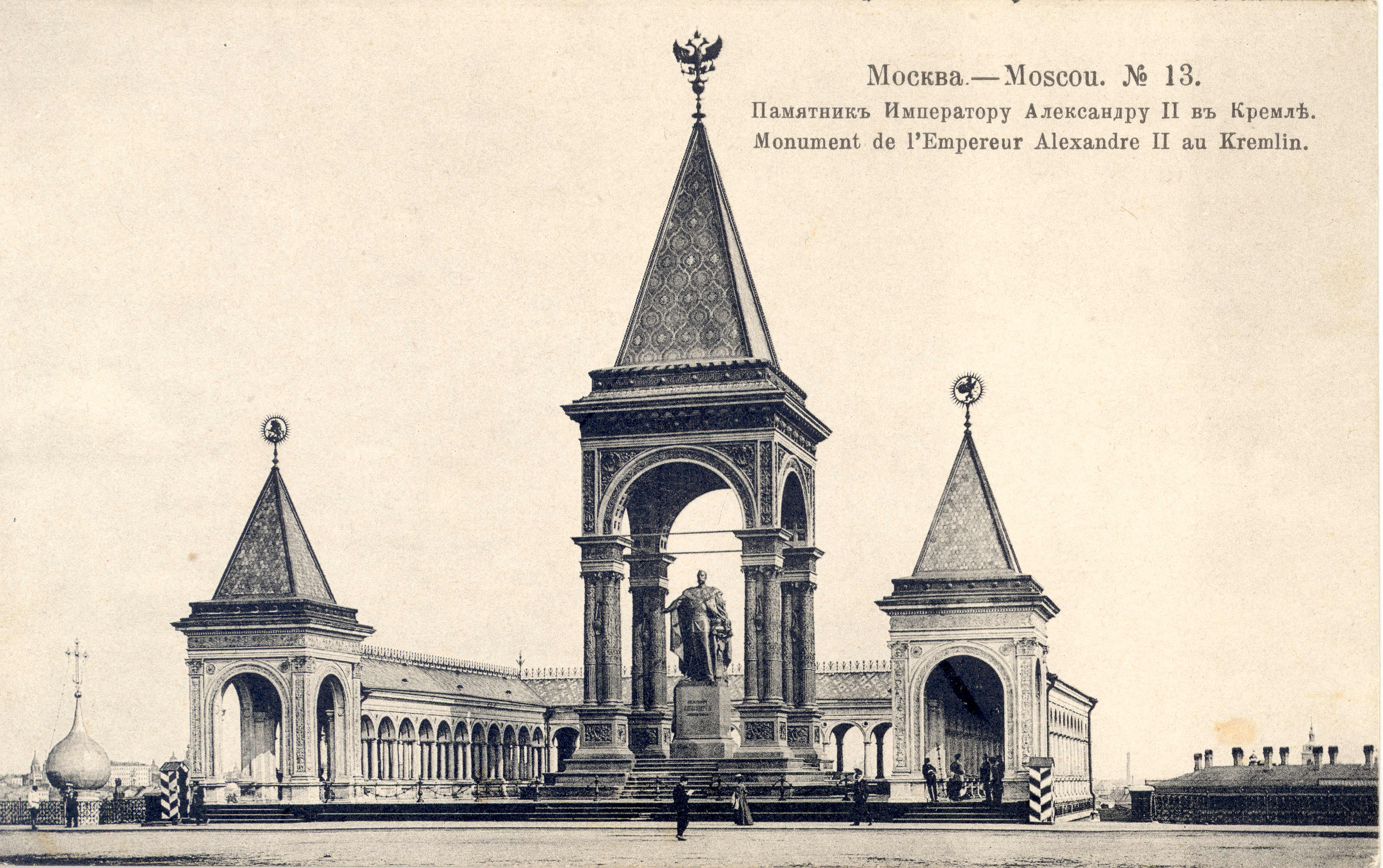
Вид на фасад памятника. Начало XX в.

### Создание
8 марта 1881 года, через неделю после убийства Александра II, московский городской голова Сергей Третьяков предложил установить в Кремле монумент в память о погибшем самодержце. Его инициатива была поддержана гласными городской думы и правящим императором Александром III. На заседании Московской думы 17 марта был зачитан Высочайший рескрпит с согласием идеи памятника в Москве и разрешением на денежную подписку. На сбор средств для строительства памятника объявили подписку, по которой был получен 1 миллион 762 тысячи рублей.
Результаты первого конкурса были представлены специальному Комитету в октябре 1882 года, но ничего достойного не выбрали. Был объявлен второй конкурс. В ноябре 1884 подвели его итоги, но тоже безрезультатно. Комитет в декабре 1885 года объявил 3-й последний конкурс, который тоже не выявил окончательного победителя.
После этого только весной 1890 года император разрешил представить новый проект — от художника П.В. Жуковского (совместно с инженером Н.В. Султановым). Проектная гипсовая модель всего сооружения была представлена императору с семейством в мае 1890 года в Гатчине, в конце мая там же прошёл повторный осмотр поправленной модели. Заказ художник Павел  Жуковский получил, однако по указанию Александра III было решено выполнить памятник в «русском стиле» и пригласить для этого инженера архитектора Николая Султанова. Дополненный скульптурой мастера Опекушина совместный проект Султанова и Жуковского получил одобрение императора в июне 1890 году. Летом того же года начались подготовительные земляные работы, продолжавшиеся до 1893-го. Для обеспечения прочности памятника его фундамент возводили на материковой скале. В мае 1891 года Кремль посетил император и осмотрел земляные работы на краю плац-парада, которые открыли остатки старинных подвалов Приказов и других древних сооружений Кремля; было найдено много археологических артефактов, переданных, в основном, в Русский Исторический музей (ныне ГИМ). К маю 1892 года скульптор А. М. Опекушин по договорённости изготовил 6 вариантов модели статуи высотой в 1 аршин (около 71 см) для окончательного выбора императором. В начале мая 1892 года император осмотрел их в Аничковом дворце в Санкт-Петербурге и утвердил на основе одного из вариантов (с небольшим изменением) окончательную модель статуи Александра II. В это же время было утверждено императором изменение в проекте размещение памятника — из-за плохого грунта решено было сдвинуть весь проект на примерно 8,5 метров вглубь холма.
14 мая 1893 года мемориал заложили в присутствии императора и членов царской семьи. Закладка была сделана в среднюю часть фундамента памятника. На этой частью был временно сооружён Императорский шатёр из красной ткани. На его сторонах были изображены золотые орлы в стиле XVII века, а на макушке — резная Императорская корона с орлом. На площадке стояло 2 кресла для Их Императорских Величеств. Вокруг на склоне было устроено около 540 мест для гостей, билеты которым выдавались только именные. Также были приглашены московские студенты. В подготовленном месте на гранитном массиве было сделано углубление для закладной доски, а также для монет. Также было подготовлено несколько именных небольших закладных камней (для особ императорской фамилии и для членов Комитета постройки памятника). Вызолоченная закладная доска имела размеры 10 на 8 вершков. На её лицевой стороне был выгравирован восьмиконечный крест, а под ним сделана надпись:
```
"В лето, от рождения Бога Слова, 1893, Мая в 14-й день, при державе Благочестивейшаго Самодержавнейшаго Великаго Государя Нашего Императора Александра Александровича всея России, при Супруге Его Благочестивейшей Государыне Императрице Марии Феодоровне, при Наследнике Его Благодарном Государе Цесаревиче Николае Александровиче и при Благоверном Государе Великом Князе Сергии Александровиче, Генерал-Губернаторе Московском, заложен сей памятник почившему в Бозе в лето 1881 , Марта в 1-й день, Великому Государю Нашему Императору Александру Николаевичу всея России, созидаемый доброхотным иждивением русскаго народа, в Кремле Московском, по чертежам и под наблюдением художника Павла Жуковскаго и зодчаго Николая Султанова".
[
6
]
 (
адаптировано к современному алфавиту
)
```

К 11 часам утра 14 мая к месту закладки приехал император Александр III с супругой и цесаревичем Николаем. Присуствовал также великий князь Сергей Александрович — московский генерал-губернатор. После молебна Спасителю и Божией Матери император с супругой и родственниками приблизились к закладному камню и с подноса положили несколько монет (начиная от золотого империала до медной полушки, все 1893 года выпуска) в каменный фундамент средней части памятника (примерно на 12,5м ниже гребня холма). Затем священник громко вслух прочитал текст на закладной доске и поднёс её государю. Император положил её на дно углубления в закладном камне. Взяв серебряные молоток и лопатку, император положил подготовленный раствор и заложил первый закладной камень, ударив его крестообразно молотком. В тот же миг раздался удар колокола на кремлёвской колокольне Ивана Великого, и затем ударили колокола других московских церквей. Загремел артиллерийский салют. В это время остальные участники церемонии устанавливали свои именные закладные камни (всего было 15 закладных камней). После завершения закладки императорская семья поднялась на Царскую площадь и осмотрела размещённый там гипсовый макет памятника (высотой 8 аршин), чертежи, а также археологические находки на месте строительных раскопок. После на площади прошёл военный парад. После отъезда императора к месту закладки был приставлен часовой от роты дворцовых гренадер.
Надзор за сооружением памятника осуществлял архитектор Василий Загорский. Памятник строился на южном склоне Кремлевского холма и был обращен фасадом внутрь Кремля; верхней площадкой он примыкал к внешнему краю плаца, а своей нижней лестницей выходил на площадку нижнего Кремлевского сада, лежащую у церкви свв. Константина и Елены. Расстояние от памятника до Кремлёвской стены около 43 метров, а до Николаевского дворца — около 90 метров.
В августе 1898 года работы по возведению памятника были завершены, временные постройки разобрали, а перед монументом установили украшенный цветами помост.
15 августа 1898 года император со свитой прибыл в Москву. Торжественное открытие памятника в присутствии представителей всех сословий состоялось 16 августа 1898 года. В восемь утра с Тайницкой башни прозвучали пять пушечных выстрелов. Церемония открытия началась в два часа дня с крёстного хода из Чудова монастыря. После того как митрополит Московский Владимир отслужил молебен, сыграли «Преображенский марш» и выстрелили из пушек 360 раз. Церемонию закрывал парад войск, которым командовал император Николай II.
Газета «Московские ведомости» сообщала, что монумент пользовался популярностью у москвичей:
Уже прошло более месяца со дня открытия памятника Императору Александру II, а между тем каждый день видишь около него всё те же вереницы, почти толпы народа. Поучительно наблюдать настроение толпы. Это не простой осмотр, публика ходит тихо, с каким-то благоговением, разговор происходит чуть не вполголоса.

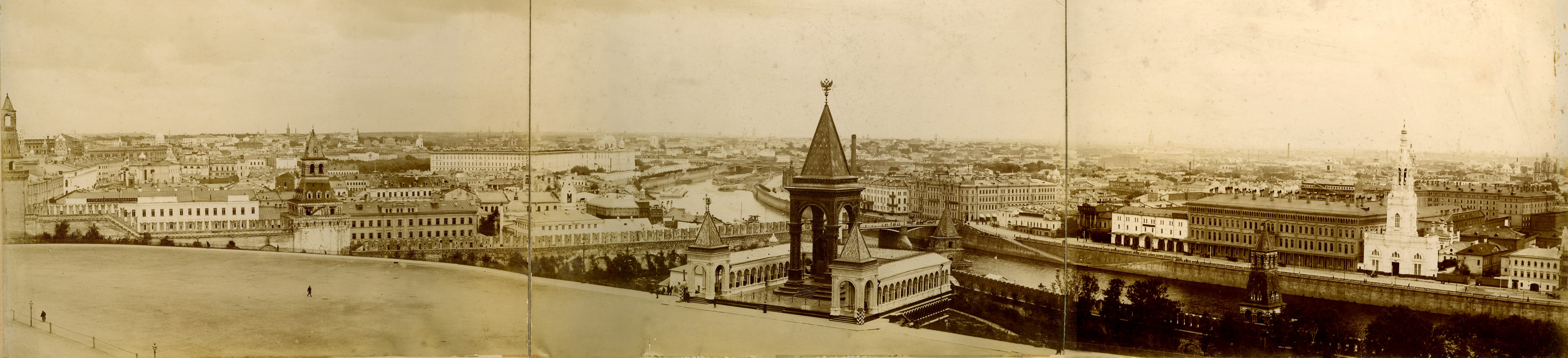
Памятник на панораме Кремля от колокольни Ивана Великого, 1900-1901 годы

### Ликвидация
Принятый после Октябрьской революции ленинский план монументальной пропаганды предусматривал снос памятников царского режима. Декрет СНК РСФСР «О памятниках Республики» от 12 апреля 1918 года постановил заменить их статуями в честь деятелей революции. Скульптура Александра II считается одним из первых памятников, уничтоженных в этой кампании. По свидетельству управляющего делами Совнаркома Владимира Бонч-Бруевича, первый председатель СНК РСФСР Владимир Ленин планировал установить на месте мемориала памятник писателю Льву Толстому:
— Где отлучали Толстого от церкви? – спросил он [Ленин] меня.
— В Успенском соборе…
— Вот и хорошо, самое подходящее время его [памятник] убрать, а здесь поставить хорошую статую Льва Толстого, обращённую к Успенскому собору. Это будет как раз кстати.
Демонтаж бронзовой статуи Александра II начался в июне 1918 года. Искусствовед Николай Окунев описал это событие в своём дневнике:
Видел в кинематографе картину «Снятие памятника Александру Второму». Тяжёлое зрелище! Как будто режут на части живого человека и говорят: «Смотри вот, как это делается, и учись». Недостаёт ещё демонстрировать на экране расстрелы. Надо отметить, что эта картина из серии снимков правительственного культурно-просветительного учреждения.
 Окончательно снос мемориала завершился в 1928 году. В 1967-м на месте разрушенного памятника установили статую Ленина, после распада СССР перенесённую в музей-заповедник «Горки Ленинские».

## Художественные особенности

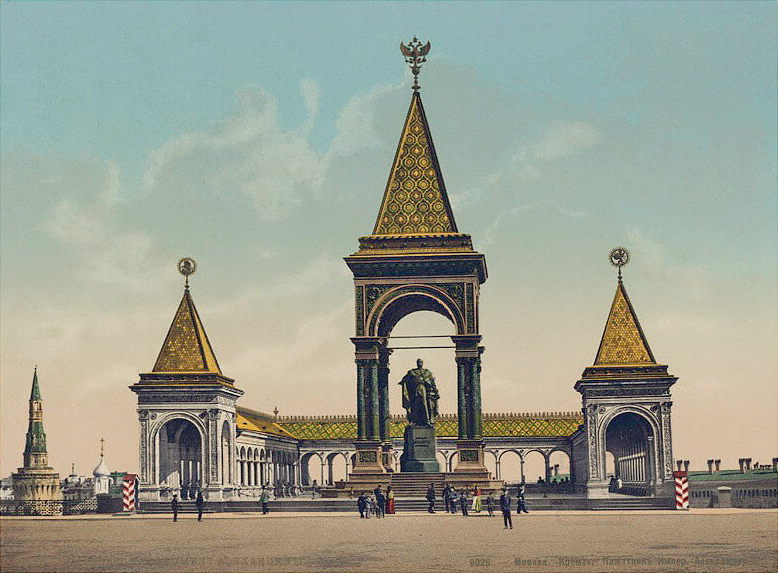
Изображение мемориального комплекса на открытке, 1898—1910 годы

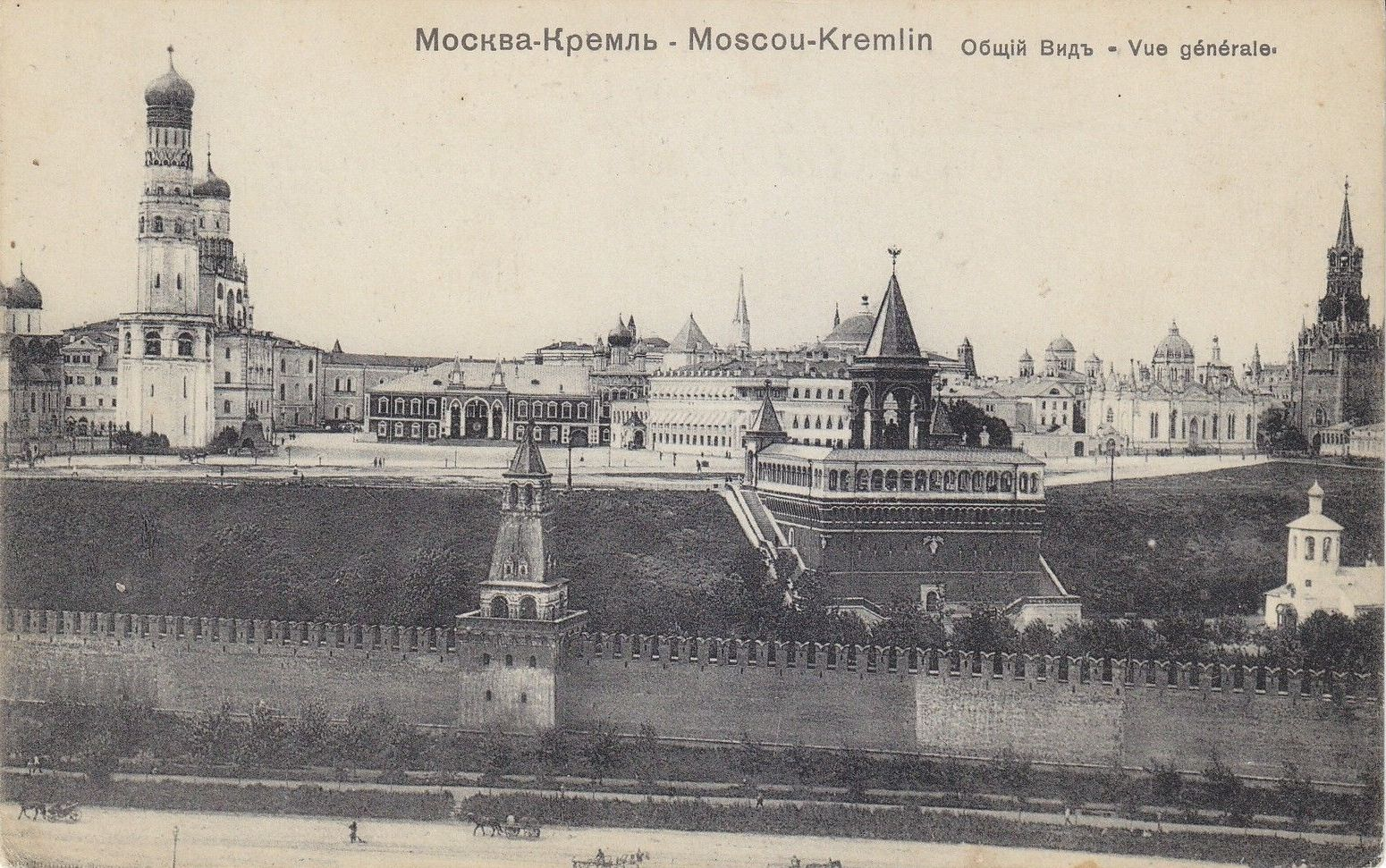
Вид на памятник с реки. 1900-е

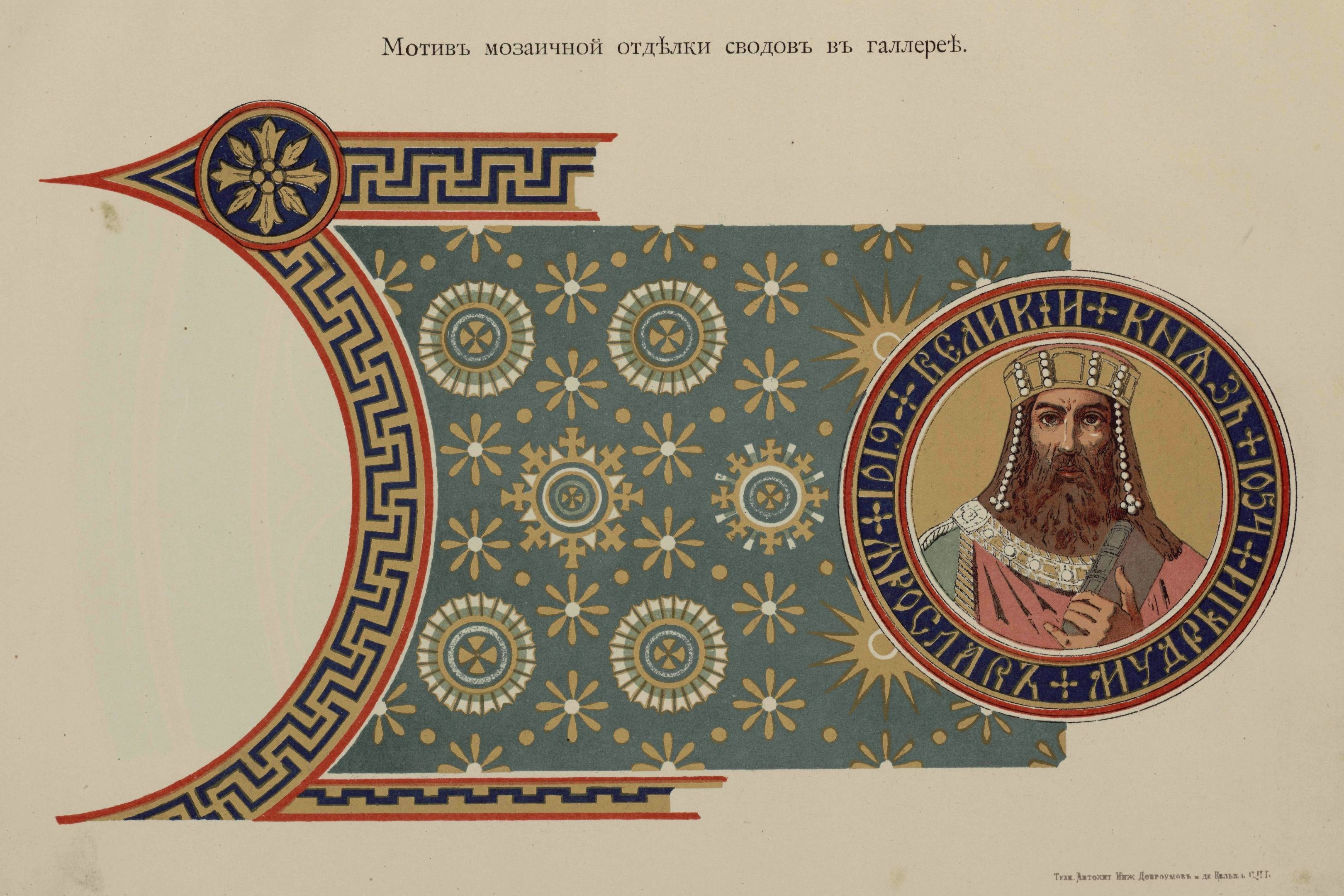
Мотив мозаичной отделки сводов в галерее — в.кн. Ярослав Мудрый (с книгой "Русской Правды")

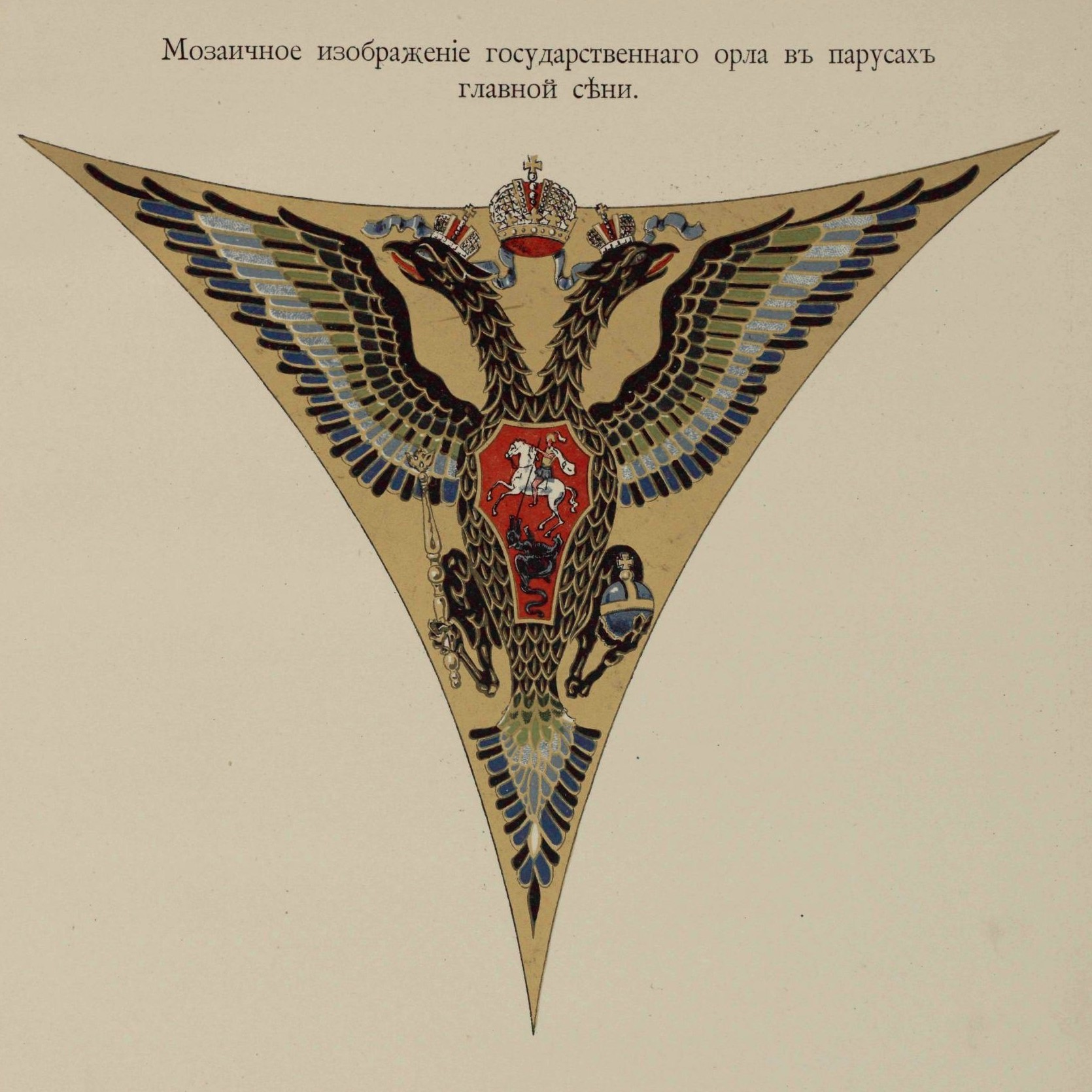
Мозаичное изображение государственного орла в парусах главной сени (было 2 орла над статуей).

Выполненный в русском стиле (соответствует стилю Кремля, представляющему собою смесь итальянских форм с русскими) монумент представлял собой мемориальный комплекс, состоявший из шестиметровой бронзовой статуи Александра II, шатровой сени над ней и окружавшего статую трёхэтажного здания с галереей длиной около 76 метров. Памятник имел протяжённость около 31 метра по лицевому фасаду и до 29 метров по боковому; по двум сторонам его были проложены по склону холма боковые лестницы, которые соединяются внизу в один общий широкий сход, выходящий в нижний Кремлевский сад. Скульптура была установлена на прямоугольном пьедестале и изображала императора, стоящего в генеральском мундире, в порфире и со скипетром (т.е. в том же одеянии, в котором царь венчался на царство). Голова императора слегка приподнята, левая рука держит скипетр, а правая простёрта к народу, как бы в ознаменование преподанных ему милостей. 
На постаменте располагались имена Николая II, великого князя Сергея Александровича, его жены Елизаветы Фёдоровны и надпись «Императору Александру II любовию народа». Шатровая сень на четырёх столбах была облицована тёмно-розовым финляндским гранитом, её кровлю украшали вызолоченные бронзовые листы, залитые тёмно-зелёной эмалью, и двуглавый орёл. В куполе сени была помещена летопись жизни царя — «Родился 17-го апреля 1818 г. Вступил на престол 19-го февраля 1855 г. Венчался на царство 26-го августа 1856 г. В Бозе почил 1-го марта 1881 года».. С трёх сторон статую окружала арочная галерея из белого песчаника; покрыта она была бронзовыми черепицами двух сортов (вызолоченными и зелеными), которые располагались в узор; своды галереи стояли на 144 колоннах. На сводах также располагались 33 мозаичных портрета русских правителей (в виде круглых медальонов), начиная от святого в.кн. Владимира и до Николая I (включая св. князя Александра Невского). Мозаики были изготовлены в Венеции по эскизам Жуковского. По фризу (карнизу) колоннады шла надпись: «Сооружен добровольным иждивением русскаго народа. Заложен в лето от Рождества Бога Слова 1893-ье Великим Государем Нашим Императором Александром Александровичем и окончен при Великом Государе Нашем Императоре Николае Александровиче в лето 1898-е»(адаптировано к современной орфографии). На стенах галереи висели гербы всех удельных княжеств и земель, которыми когда-либо владела Россия — более 50 штук.. В галерею вело два входа, покрытые шатровыми крышами —  над правым входом (на шатре) был герб дома Романовых (грифон с мечом и щитом), а над левым входом — герб Москвы (св. Георгий Победоносец). В галерее по обеим сторонам были установлены скамьи из песчаника с дубовыми накладками. Вокруг памятника было установлено четыре электрических фонаря, первые два были расположены по линии фасада, а другие два — в нижнем саду (напротив углов террасы). В целом, памятник императора Александра II представлял собою слияние двух стилей: по общему виду и по форме крыш это сооружение вполне русское, а по деталям — это монумент в стиле итальянского Возрождения.
Внешний вид памятника вызывал у современников неоднозначные отзывы. Граф Алексей Игнатьев, перешедший на службу к большевикам, принимавший участие в церемонии открытия памятника, указал в своих мемуарах, что накануне открытия кто-то оставил следующую надпись на прилегавшем заборе:
Безумного строителя бездарный выбран план — Царя-Освободителя поставить в кегельбан.
 В одном из путеводителей того времени мемориал описывался так:
…сам памятник не производит художественного впечатления. В нём хороша только фигура императора <…> Сень над нею и галерея <…> — из очень дорогого материала, с массой позолоты, уже потускневшей, и венецианской мозаикой — безвкусны и лишены какого бы то ни было идейного содержания. Это памятник лицу, а не деятелю….

## Нумизматика и фалеристика

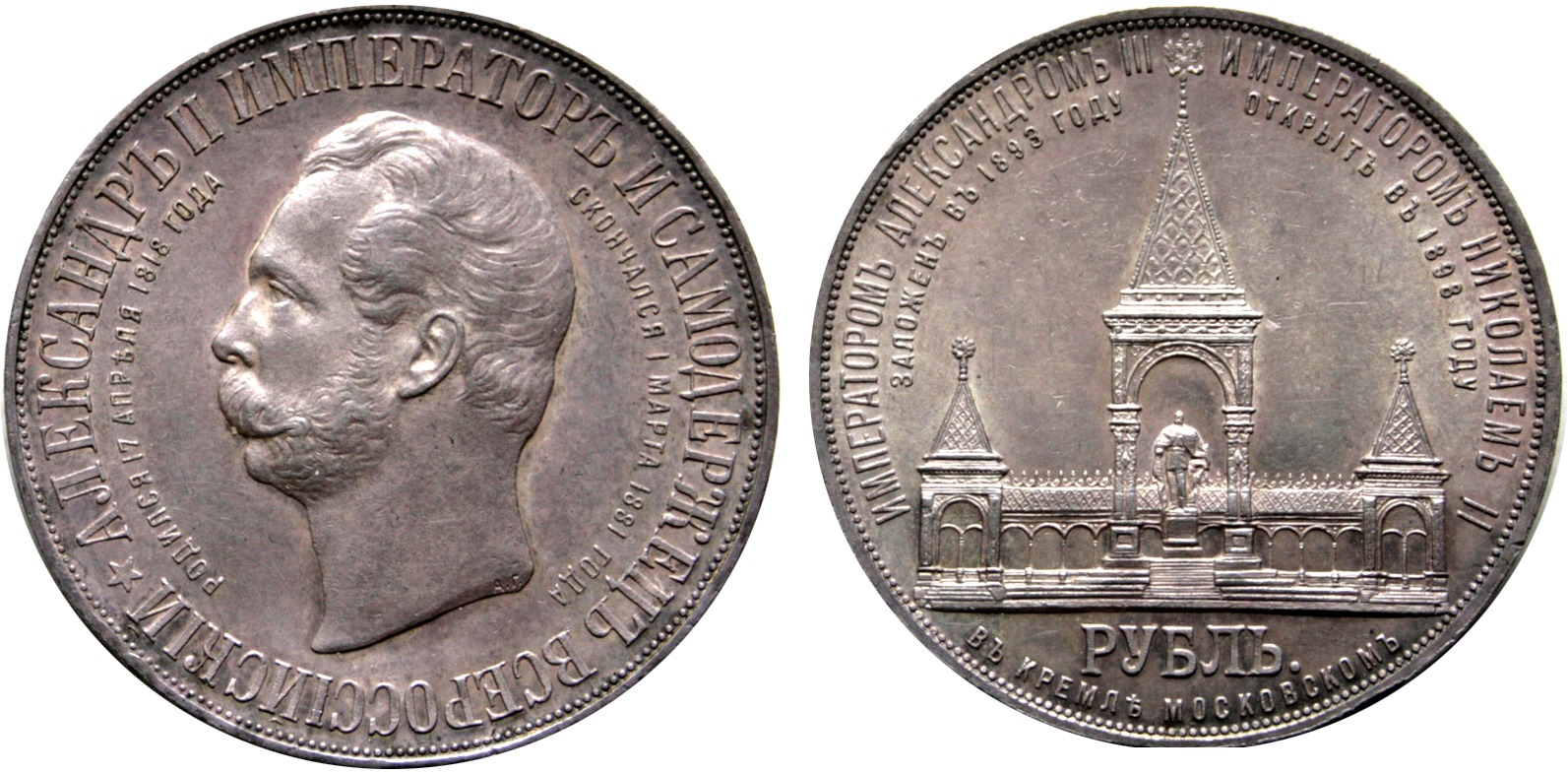
Серебряный рубль 1898 года в честь открытия памятника Александру II.

- В ознаменование открытия мемориала Николай II подписал указ, согласно которому право на ношение медалей, учреждённых в связи с проведением крестьянской реформы, становилось наследственным — старшие прямые потомки награждённых, исключительно по мужской линии, получили право носить эти медали как собственные. В случае, если прямых наследников не было, медаль должна была оставаться на хранении у иных потомков этих лиц. Таким образом дополнялся порядок ношения следующих медалей: «За труды по освобождению крестьян», «За труды по устройству удельных крестьян», «За труды по устройству крестьян в Царстве Польском», «За труды по устройству военно-заводского населения»[17].
- В память об открытии памятника были также отчеканены специальная настольная медаль, жетон и рублёвая монета тиражом 5000 экземпляров[18].